# باقرآباد (الیگودرز)
باقرآباد، روستایی از توابع بخش مرکزی شهرستان الیگودرز در استان لرستان ایران است.اهالی این روستا از طایفه سرلک هستند

## جمعیت
این روستا در دهستان بربرود شرقی قرار دارد و براساس سرشماری مرکز آمار ایران در سال ۱۳۸۵، جمعیت آن ۱۲۷ نفر (۲۴خانوار) بوده‌است.